# Klappertaart
Klappertaart is een categorie van desserts die waarschijnlijk ontstaan is in koloniaal Indonesië. De naam is een samenstelling van het Nederlandse woord klapper, uit Maleis kelapa, en het Nederlandse woord taart. Er bestaan meerdere soorten klappertaart die grofweg verdeeld kunnen worden in twee soorten: met of zonder melk en/of kokoswater. De basisingrediënten zijn geraspte jonge kokosnoot, tarwebloem of brood, boter, suiker en eieren. Hieraan kunnen amandelen, rozijnen, krenten, anijs, vanille, rum, custard en/of marasquin toegevoegd worden.

## Geschiedenis
De taarten werden in koloniaal Indonesië gegeten en bereid door (Indo-)Europeanen die de dure, moeilijk verkrijgbare boter en veelal geïmporteerde tarwebloem konden veroorloven. Dit betekent echter niet dat het door hen bedacht werd. Recepten voor Klappertaart zijn vanaf 1872 tot vandaag de dag te vinden in Indische en Indonesische kookboeken. Het gerecht is een onderdeel van de Indische keuken in Nederland. In Indonesië werd het in 2013 opgenomen op een lijst met dertig iconische gerechten uit de Indonesische keuken door een werkgroep van het Ministerie van Toerisme en Creatieve Economie.
Er is geen exacte geografische oorsprong van het gerecht te vinden in koloniale bronnen. Het gerecht lijkt echter vooral in Manado in Noord-Celebes (Indonesië) populair te zijn en het wordt door sommigen beschouwd als een gerecht dat typerend is voor de streek.